# Санто-Стефано-Бельбо
Санто-Стефано-Бельбо (італ. Santo Stefano Belbo, п'єм. San Stéo an Belb) — муніципалітет в Італії, у регіоні П'ємонт, провінція Кунео.
Санто-Стефано-Бельбо розташоване на відстані близько 470 км на північний захід від Рима, 60 км на південний схід від Турина, 65 км на північний схід від Кунео.
Населення — 4014 осіб (2014).

## Демографія
Населення за роками:

Станом на 1 січня 2023 року в муніципалітеті офіційно проживало 412 іноземців з 35 країн, серед них 150 громадян країн Євросоюзу та 4 громадяни України.

## Персоналії
- Чезаре Павезе (1908—1950) — італійський письменник, перекладач, літературний критик, журналіст.

## Сусідні муніципалітети
- Калоссо
- Камо
- Канеллі
- Кастільйоне-Тінелла
- Коаццоло
- Коссано-Бельбо
- Лоаццоло
- Манго